# 第7裝甲師 (德國國防軍)
第7裝甲師（德語：7. Panzer-Division）是德意志國防軍的一個裝甲師，原為「第2輕裝師」（德語：2. Leichte-Division），在波蘭戰役後即改建為裝甲師。它参加了法国战役、入侵苏联、占领维希法国，并在东线作战直至战争结束。由於在埃爾溫·隆美爾少將指揮、於法國戰役中快速與捉摸不定的行動而被冠上了「幽靈師」的稱呼。
该师于1940年在法国取得巨大成功，然后于1941年在巴巴羅薩行動中從立陶宛突入蘇聯，作為中央集團軍的一部分參與了數場對蘇軍的包圍戰。1942年5月，该师从苏联撤出，送回法国补充损失和整修。它在德國於斯大林格勒戰役失敗後后返回俄罗斯南部，作为顿河集团军群的一部分，在一系列防御战中帮助阻止了前线的全面崩溃，并参与了埃里希·冯·曼施坦因将军在哈尔科夫的反攻。1943年夏天，该师在库尔斯克的进攻中失败，人员和装备损失惨重，并在随后的苏军反攻中进一步折損。
从1944年到1945年，该师的兵力明显不足，并不断在东线进行一系列的防御战。它曾两次从海上撤离，每次都被迫将其重型设备遗留下来。在穿越東普鲁士和德国北部进行防御性战斗后，幸存者逃入森林，并于1945年5月向柏林西北部的英军投降。

## 組建
在完成对波兰的入侵后，轻型师的有限效能导致德国陸軍最高司令部（OKH）下令将四个轻型师重组为完整的装甲师。1939年10月，第2轻型师成为第7装甲师，是德国十个装甲师之一。它由三个营的218辆坦克组成，有两个步兵团、一个摩托车营、一个工兵营和一个反坦克营。
新提拔的埃尔温·隆美尔将军曾在入侵波兰期间担任希特勒的参谋，在希特勒的干预下，能够获得该师的指挥权。在1940年2月10日上任后，隆美尔迅速让他的部队开始练习他们在即将到来的战役中需要的演习。

## 戰史

### 征戰西線

#### 強渡默茲

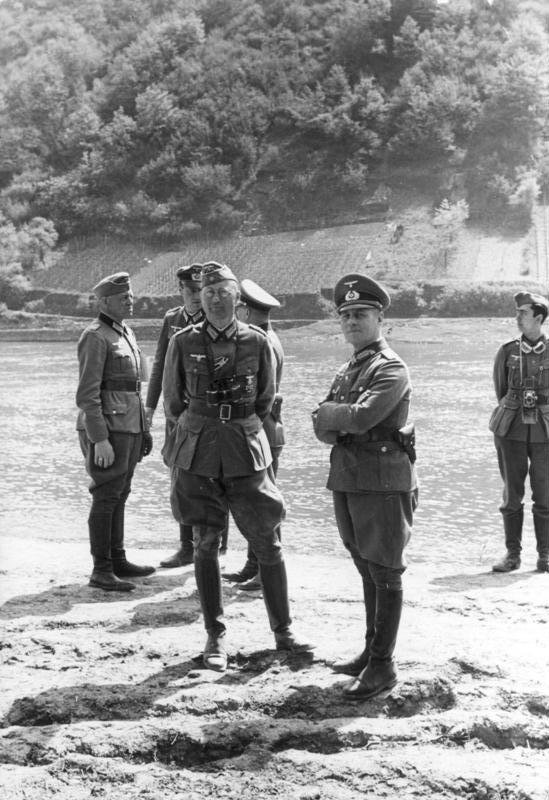
强渡默茲河后隆美尔和第7装甲师的成员合影（左为朱利乌斯·冯·贝斯上校）

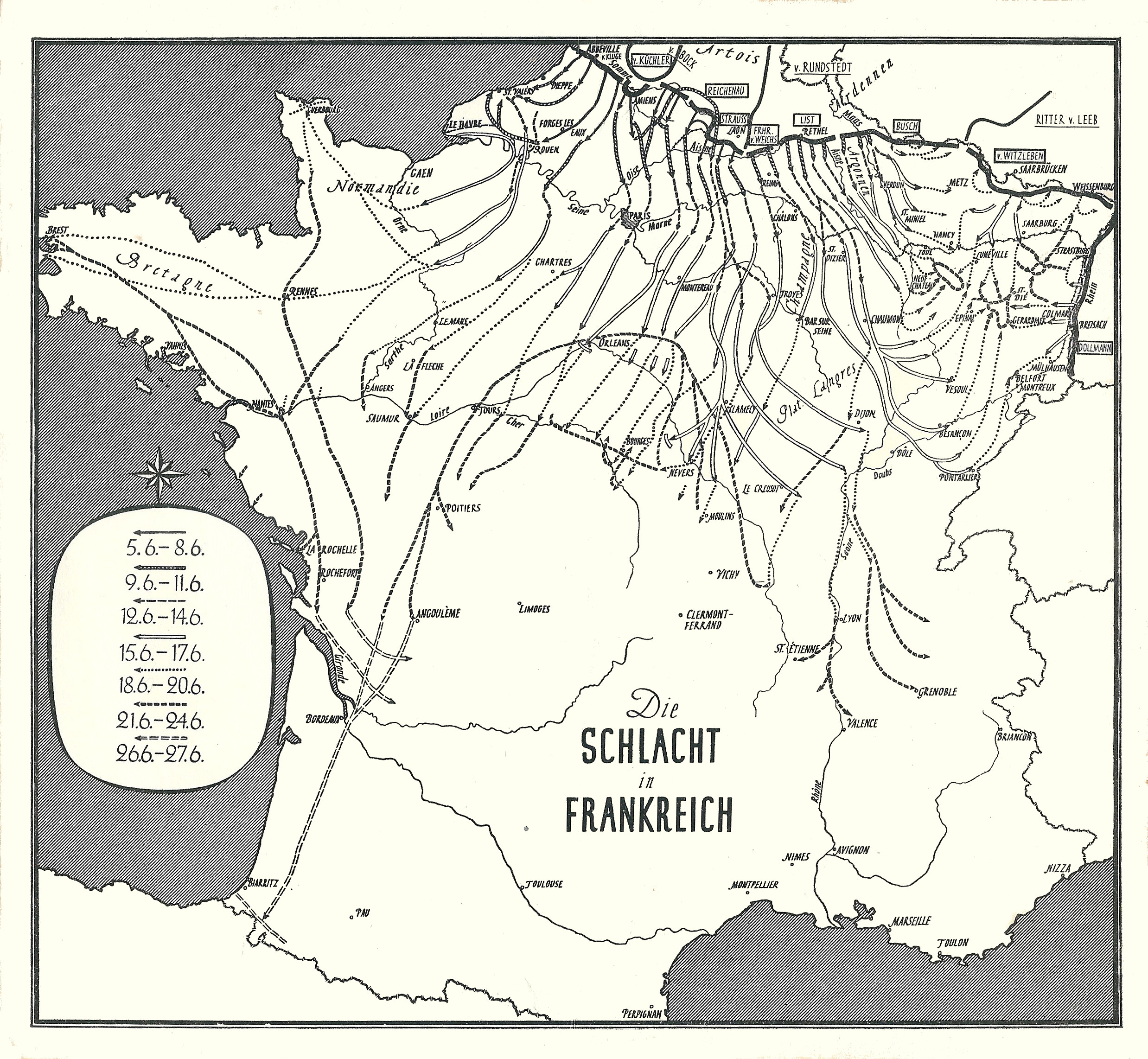
1940年6月德军在法国的攻势

入侵始于1940年5月10日。到第三天，隆美尔指挥的第7装甲师和海因茨·古德里安将军指挥的第19装甲军的三个装甲师已经到达默兹河，他们发现那里的桥梁已经被摧毁。隆美尔活跃在前沿地区，指挥渡河行动，但最初由于法国人在河对岸的火力压制而未能成功。到5月16日，该师已经到达了在阿韦讷的指定目标，原计划要求他在那里停下来等待进一步的命令，但隆美尔继续前进。
5月20日，该师到达阿拉斯。赫尔曼·霍斯将军接到命令，要求绕过该镇，并隔离其英国驻军。他命令第5装甲师向西移动，该师向东移动，两侧是党卫军第3骷髏裝甲師。次日，英军发起反击，在阿拉斯战役中部署了两个步兵营，并由重装甲的玛蒂尔达I和玛蒂尔达II號坦克支援。事实证明，德国37毫米反坦克炮对重装甲的马蒂尔达坦克无效。第25装甲团和一连88毫米高射炮被调来支援，英国人隨後撤退。
5月24日，希特勒下达了停止命令。做出这一决定的原因仍有争议。他可能高估了该地区英军的规模，或者他可能希望保留大部分装甲用于在巴黎的进攻。暂停令于5月26日解除。第7装甲师继续推进，于5月27日抵达里尔。为了进攻，霍斯将第5装甲师置于隆美尔的指挥之下。里尔围城战一直持续到5月31日，当时40,000名法国驻军投降。英国远征军从敦刻尔克的撤退于6月4日结束；超过338,000名盟军已撤离海峡，尽管他们不得不留下所有重型设备和车辆。

#### 「幽靈師」

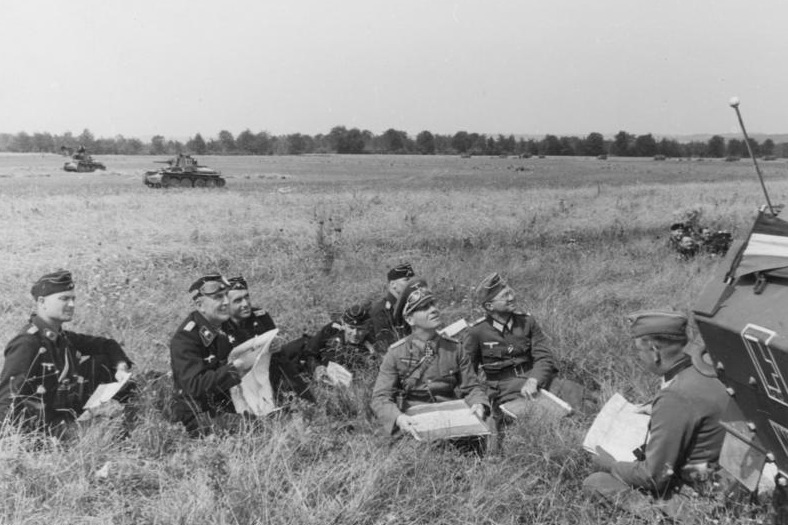
在草原席地而坐進行會議的第7裝甲師師長隆美爾少將。左邊數來第2人是第7裝甲師主力的第25戰車團團長卡爾·羅森堡上校

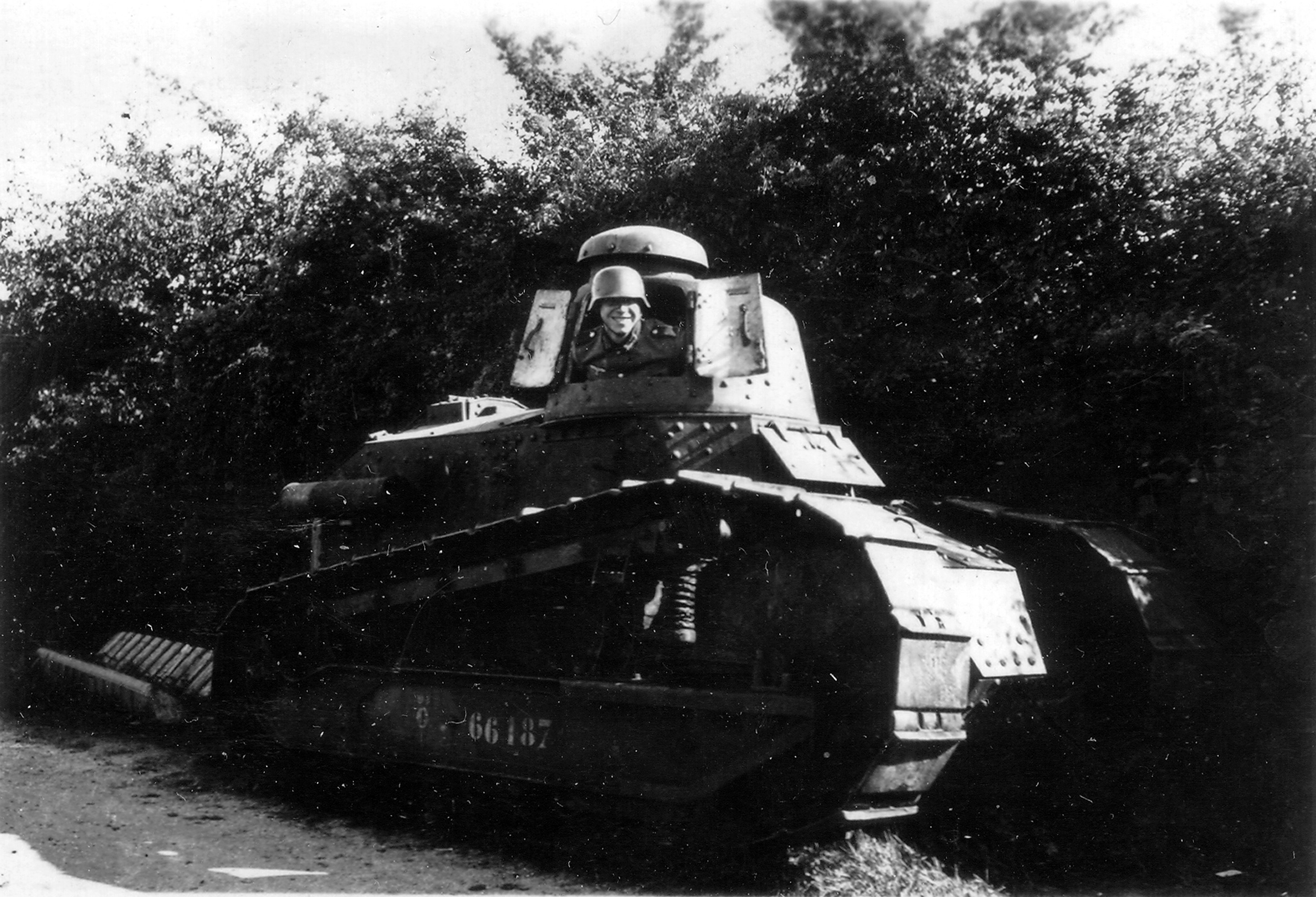
第7装甲师的官兵在法国遗弃的雷诺FT-31坦克上

该师于6月5日恢复前进，开往塞纳河以保护鲁昂附近的桥梁。该师在两天内推进了100公里（62英里），到达鲁昂后发现桥梁被毁。他们从这里向北移动，封锁了向西通往勒阿弗尔的路线和循环行动的撤离，并迫使第51（高地）师、法国第9军团和其他支援部队的10,000多人于6月12日6月17日，该师奉命向瑟堡海军基地推进，作为空中行动的一部分，英国正在进行额外的撤离。该师在24小时内前进了240公里，经过两天的炮击，法国驻军于6月19日投降。它始终能够以令人震惊的速度突进，以至于敌人和OKH有时都无法追踪其行踪，为该师赢得了“幽灵师”（Gespensterdivision）的绰号。

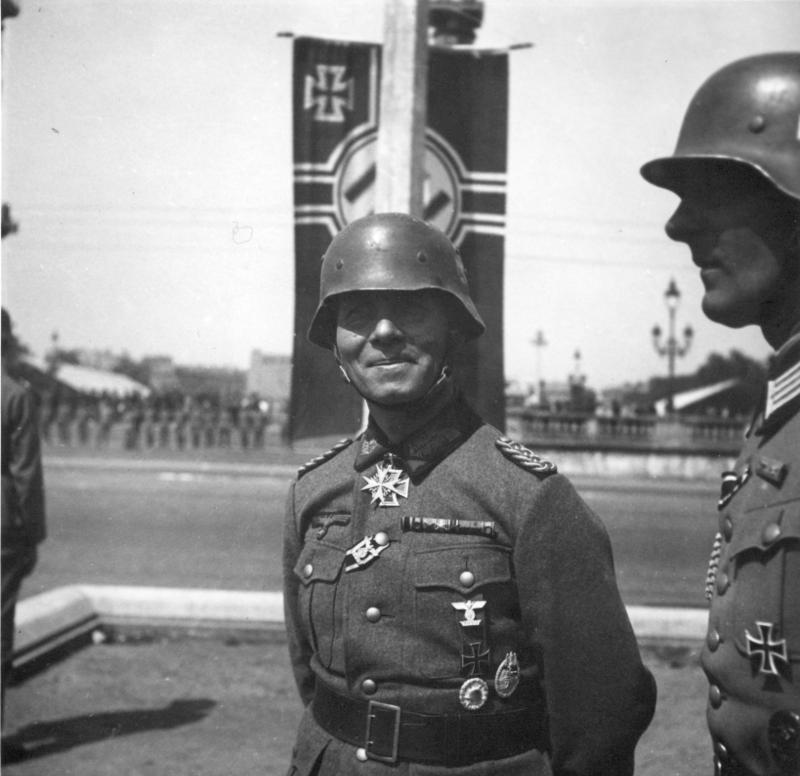
1940年6月，在德軍於巴黎所舉行的勝利慶祝閱兵式出席的隆美爾少將

在与法国于6月22日签署停战协议后，该师被置于预备役状态，首先被派往索姆河，然后被派往波尔多重新装备并为计划中的入侵英国的海狮行动做准备。这次入侵后来被取消，因为德国无法获得被认为是成功结果所必需的空中优势。1941年2月，该师作为预备役返回德国，由汉斯·冯·芬克将军接任指挥。该部队驻扎在波恩附近，当时正在为入侵苏联做准备。出于欺骗和安全的原因，它一直留在波恩，直到1941年6月8日被装上64列火车并通过铁路运往东部边境。该师在东普鲁士东南部的勒岑集结，准备入侵苏联的巴巴罗萨行动。

### 东线侵攻

#### 巴巴羅薩

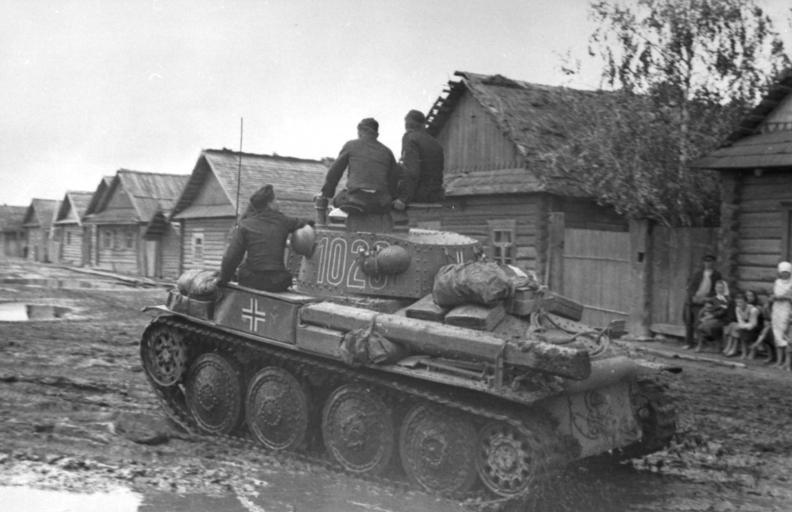
苏联北部的38t坦克

巴巴羅薩行動于1941年6月22日凌晨03:05开始。边境的抵抗比预期的要弱，被搁置一旁，该师的坦克向前狂奔，半日前进60公里，在中午到达立陶宛阿利圖斯（Alytus，德語：Olita）的尼曼河。驻扎在阿利圖斯河东岸的苏联第5坦克师完全措手不及，德军夺取了两座桥梁并在河上建立了桥头堡。此后不久，苏联发动了一系列猛烈的反击，使德军的进攻戛然而止。
苏联第5装甲师装备精良，拥有300辆坦克，其中55辆是新型T-34和KV-1型。他们从山坡上的倒车位置开火，给装甲部队造成了第一次战斗损失。下午由第20装甲师第21装甲团的坦克增援，冯·芬克可以抵挡红军坦克的试探性攻击并向东岸施压，但决定推迟进一步推进，直到他的补给赶上他。

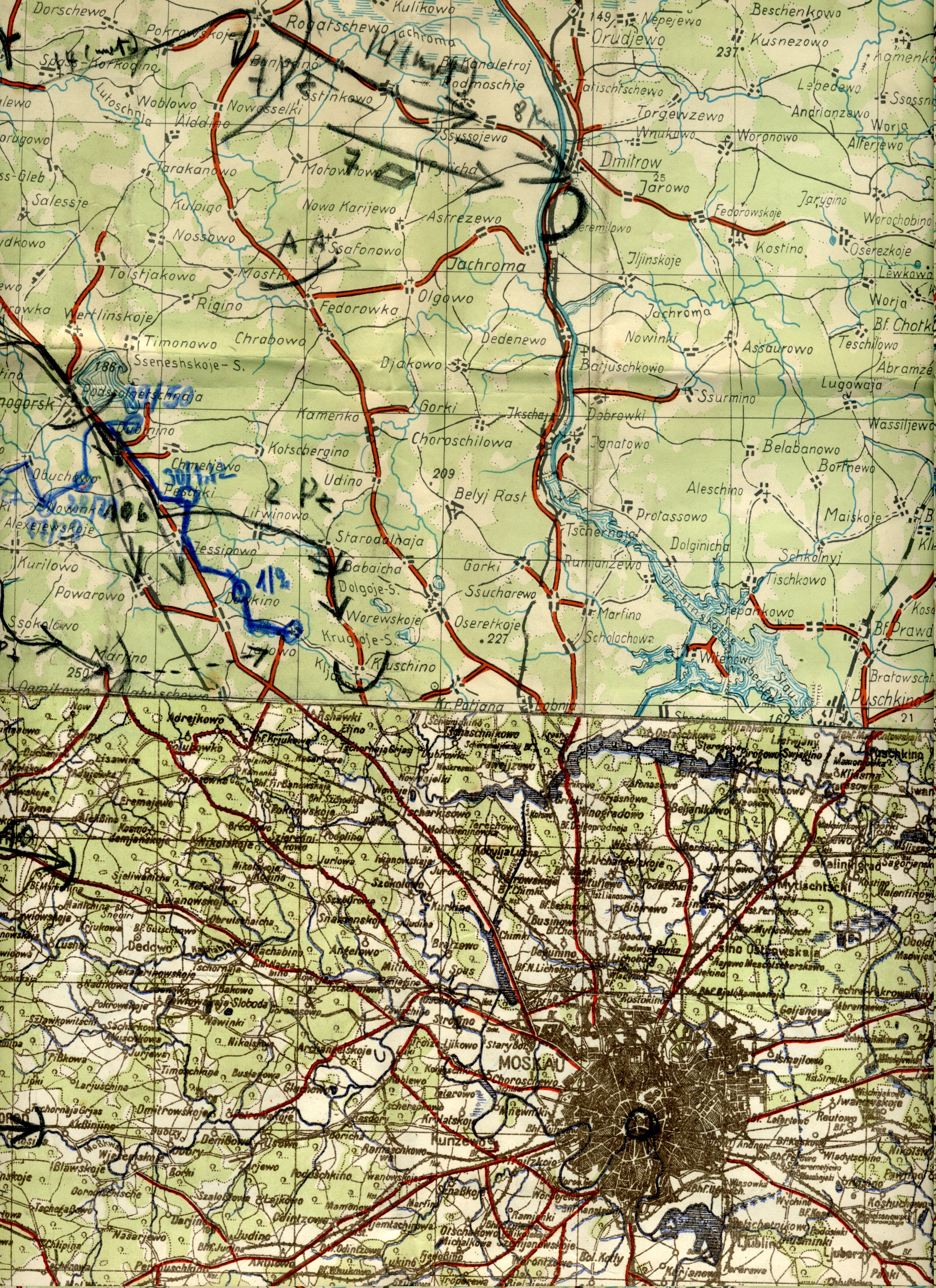
第7装甲师逼近莫斯科时使用的地图

在对桥头堡的试探性攻击中损失了80辆坦克后，第5坦克师于夜间撤回东北。现在道路畅通无阻，该师又前进了100公里到达维尔纽斯郊区。第二天，它的摩托车营占领了这座城市。為了巩固其在维尔纽斯及其周边地区的地位，该师随后将该市的责任移交给第20摩托化师，并继续向东推进。与以往的战役不同，在红军阵地被包抄和切断的情况下，苏军守军在大势已去的情况下，却经常不屈不挠地继续战斗。苏联守军的顽固耗费了更多的时间和伤亡，挫败了德军的指挥。尽管制造了零星的阻力，但苏军指挥部无法建立线性防御，明斯克东北部重要的公路和铁路交通于6月26日被切断，此时巴巴罗萨行动仅进行了四天。第二天，该师与第2装甲集群的第18装甲师会合，将苏联第3、第10和第13三个集团军的大部分困在明斯克以西的一个广阔口袋中。6月28日，第7裝甲師主要戰鬥力量第25裝甲團團長卡爾·羅森堡在戰鬥中陣亡，死後追贈上校軍銜。
在三天的冲刺中，该师到达了亞爾采沃，包抄了斯摩棱斯克周围的苏军阵地，并对苏军第20集团军构成了包围威胁。与此同时，第29摩托化师从南部占领了斯摩棱斯克市，但由于大量部队被困在叶利尼亚，第2装甲师缺乏与第7装甲師阵地再次会合的力量。两组之间的差距仍然存在，苏军指挥部能够通过走廊双向移动部队。7月26日，该师与第20摩托化师一起向南突进20公里，但仍无法完全关闭包围圈。然而，又过了一个星期，来自各方的压力使这个口袋变得不复存在，该师最终被步兵部队解雇，并被撤出进行整编和休整。
该师以400名军官和14,000名士兵开始了这场战役。到1942年1月，也就是进攻开始后的六个月，该师已经有2,055人阵亡，5,737人受伤，313人失踪，另有1,089人患有冻伤和虱传疾病。总伤亡人数为9,203人。冬末，该师沿着尤赫诺夫-格扎茨克-祖布佐夫的防线佈置阵地。3月15日，作为勒热夫战役的一部分，它参加了与苏军一系列攻势的战斗。到4月4日，该师转移到維亞濟馬。到1942年5月，该师拥有8,589名士兵和军官，其中大部分人在战役开始时都没有加入该部队。隨後该师被撤回法国南部进行休整。

### 法国休整

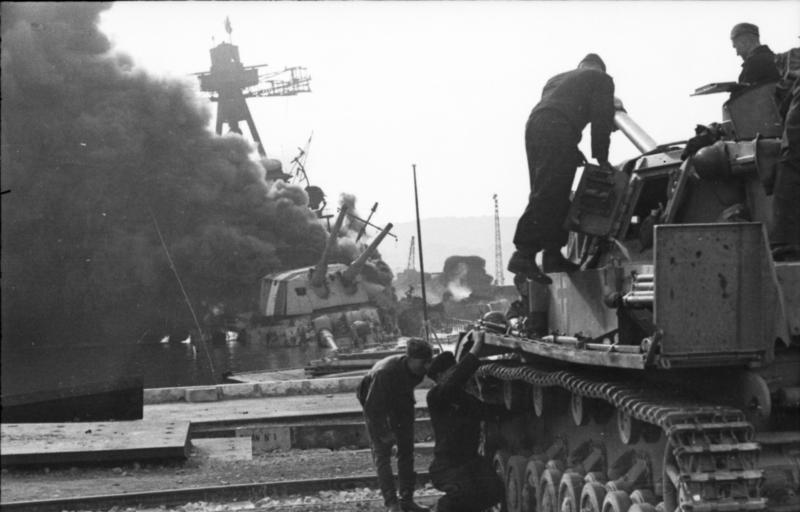
IV号坦克的乘员看着燃烧的法国军舰，远处是科尔伯特号巡洋舰

1942年5月中旬，该师通过铁路被运往法国南部，在那里它被分配到冯·芬克指挥下的第1集团军海岸保护任务。尽管该师要在9月1日做好准备，但第25装甲团临时装备了法国坦克。
希特勒一直担心盟军入侵欧洲大陆的可能性。在11月8日盟军在西非和北非登陆后，他的焦虑情绪大大增加。11月11日，该师作为安東方案的一部分，被派往以前的维希法国，到达佩皮尼昂和纳博讷之间的地中海沿岸。该师在普罗旺斯地区艾克斯周围的一个集结区集结，为安東行动做准备，在土伦军港扣押了维希法国舰队，以防止它们落入盟军之手。为了这次任务，该师得到了来自其他师的单位的扩充，包括来自党卫军帝国师的两个装甲团和一个摩托车营，以及一个以指挥官名字命名的海军陆战队分遣队。海军陆战队甘普里奇被指派的任务是在法国船只航行或被凿沉之前抓住它们。战斗群于1942年11月27日凌晨4:00进入土伦，夺取了主要的军火库和沿海防御工事。然而他们无法阻止法国舰队在土伦的沉没，行动以失败告终。之后该师驻扎在马赛和阿维尼翁之间的地区。它一直呆在那里直到1943年1月，由於德国在苏联南部的战线恶化，它不得不返回东线。

### 再回东线

#### 轉戰南俄

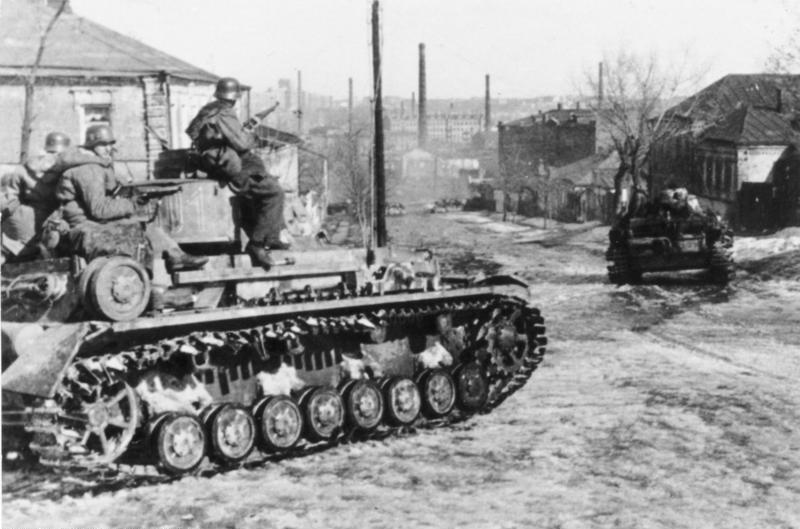
1943年在哈爾科夫的德軍4號坦克

在转移到南方集团军群后，该师为阻止苏军在高加索地区切断第1装甲集团军的努力而战。该师阻止了苏军在罗斯托夫的推进，为第1装甲集团军保留了一条逃生通道。它继续沿顿河和顿涅茨河沿线作战，并参加了第三次哈尔科夫战役。1943年夏天，该师作为陆军分遣队肯普夫装甲编队的一部分参加了库尔斯克攻势，当时他们试图掩护德国南部钳形部队的东翼。该师在这场战斗中伤亡惨重，到战斗结束时，该师的坦克数量减少到15辆，步兵战斗力相当于三个营。
德军在库尔斯克的攻势结束后，该师被转移到第48装甲军。1943年8月20日，哈索·冯·曼陀菲尔少将接管了该师。苏联草原方面军于1943年8月3日发起大规模进攻，由第1坦克集团军和第5近卫坦克集团军率领。
别尔哥罗德以西的德国前线被击穿并被迫后退。该师隶属于第4装甲集团军，在与苏军第40集团军的战斗中逐渐退让。该师在前线被解除，使其能够与大德意志师组成一个冲击群，后者将进入苏军侧翼并与抵达哈尔科夫地区的增援部队会合，并削弱苏军的推进。反击战由大德意志师领导，该师以其剩余的23辆作战坦克覆盖左翼。到夜幕降临时，攻击者已经进入红军侧翼24公里，并孤立了苏军进攻的前沿部队。然而成功是短暂的，因为在先头部队后面推进的更多苏联增援部队面对德军的反击并降低了国防军编队的战斗力。随着这个集团军群向南方撤退到第聂伯河沿线。
该师8月份的人员损失甚至高于7月份。由于前线需要所有有能力的领导者，因此解散了替换营。重型步兵武器和机动车辆的损失降低了该师的战斗力。剩余的作战坦克被合并为一个師團。饱受打击的师撤退到第聂伯河阵地，在克列缅丘格渡河。
该师随后参加了基辅防御战和德军在日托米尔的反击战。在这些战斗中，该师两次因杰出的行为而被讚賞。此后，该师在穿越乌克兰的长期撤退过程中进行了一系列激烈的防御战。

#### 深陷重圍

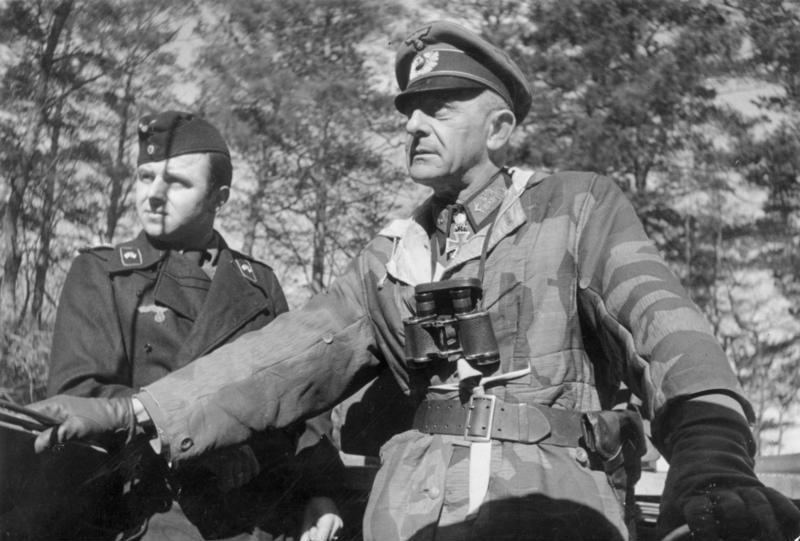
第7装甲师1944年的指挥官卡爾·毛斯少將

1944年7月，该师响应苏联波罗的海攻势，调往波罗的海和中央集团军群北部地区。该师参加了立陶宛的防御战。夏末，波罗的海第一方面军试图通过第3装甲集团军到达波罗的海。9月21日，该师向北移动了100多公里，到达发生激烈战斗的梅梅尔以东地区。在后续的梅梅尔攻势中，德军被迫撤退到沿海城镇梅梅尔周围的防御圈。由于梅梅尔桥头堡被孤立，该师由一个步兵师接替，并被装载到船上并从口袋中运出海运，将其重型装备留在德国军队手中。1944年11月7日，该师的其余人员聚集在东普鲁士的阿利耶斯训练区，该师进行了部分重组。在这里它形成了中央集团军群第2集团军的预备队。 

#### 撤退本土
1945年1月，苏联第2白俄罗斯方面军发动大规模进攻，突破了第2集团军的防御。被迫返回北部和西部。该师的战斗群在波兰北部的埃尔賓和格魯瓊茲以东进行了一次后卫行动。该师渡过维斯杜拉河，然后继续为科尼茨及其周边地区进行防御战。1945年2月中旬，该师被赶回波美拉尼亚北部。1945年3月，该师在但泽北部和西部的哥騰哈芬进行拖延行动。1945年4月19日，幸存者再次乘船离开海爾半岛。该师只有一小部分残余从海爾半岛返回。这支残余部队在波美拉尼亚西部的波罗的海乌泽多姆岛集结，并通过普鲁士向西撤退，最终于1945年5月在柏林北部和西部的什未林向英军投降。

## 歷任指揮官
|  | 指挥官                  | 日期                          |
|  | ----------------------- | ----------------------------- |
|  | 格奧爾格·史圖姆少將     | 1939年10月18日–1940年2月5日   |
|  | 埃尔温·隆美尔少將       | 1940年2月15日–1941年2月14日   |
|  | 漢斯·福瑞赫·馮·芬克少將 | 1941年2月15日–1943年8月17日   |
|  | 沃夫岡·格拉瑟穆爾上校   | 1943年8月17日–1943年8月20日   |
|  | 哈索·冯·曼陀菲尔少將    | 1943年8月20日–1944年1月24日   |
|  | 艾德貝特·舒爾茨少將     | 1944年1月26日–1944年1月28日   |
|  | 沃夫岡·格拉瑟穆爾少將   | 1944年1月28日–1944年1月30日   |
|  | 卡爾·毛斯少將           | 1944年1月30日–1944年5月2日    |
|  | 格哈德·施密德胡贝尔少將 | 1944年5月2日–1944年9月9日     |
|  | 卡爾·毛斯少將           | 1944年9月9日–1944年10月31日   |
|  | 海爾穆特·瑪德爾少將     | 1944年10月31日–1944年11月30日 |
|  | 卡爾·毛斯少將           | 1944年11月30日–1945年1月5日   |
|  | 馬克斯·雷姆克少將       | 1945年1月5日–1945年1月23日    |
|  | 卡爾·毛斯少將           | 1945年1月23日–1945年3月25日   |
|  | 漢斯·克里斯登上校       | 1945年3月26日–1945年5月8日    |

## 編制

### 1940年5月
德国陸軍第7装甲师（1940年5月10日）的戰鬥序列，为法国战役做准备，如下所示。
- 第25装甲团（Panzerregiment 25 (PzRgt 25)）——卡爾·羅森堡
  - 第1裝甲营（I. Panzerabteilung (I. PzAbgt)）——施密特（Schmidt）少校指揮
  - 第2装甲营（II. Panzerabteilung (II. PzAbgt)）——伊尔根（Ilgen）少校指揮
  - 第3装甲营（III. Panzerabteilung (III. PzAbgt)）——魯道夫·塞肯尼烏斯（Rudolf Sieckenius）少校指揮

- 第7步兵旅（7. Schützenbrigade (7. Schtz Brig)）——福斯特（Fürst）上校指揮
- 第6步兵团（Schützenregiment 6 (SchtzRgt 6)）——埃里克·冯·昂格尔（Erich von Unger）上校指揮
- 第7步兵团（Schützenregiment 7 (SchtzRgt 7)）——格奧爾格·馮·俾斯麥（Georg von Bismarck）上校指揮
- 第705重型步兵炮兵连（schwere Infanterie-Geschütz-Kompanie (s InfGeschKomp 705)）
- 第78炮兵团（ArtRgt 78）——弗洛里希（Frölich）上校指揮
  - 第1营（I. Abteilung (I. Abgt)）——卡塞勒（Kessler）少校指揮
  - 第2营（II. Abteilung (II. Abgt)）——克拉斯曼（Crasemann）少校指揮
  - 第3营（III. Abteilung (III. Abgt)）1940年6月6日起——馮·克倫海姆（von Kronhelm）少校指揮
- 第7摩托车营（Kraftradschützenbataillon 7 (KradSchtzBat 7)）——弗里德里希·卡尔·冯·施泰因克尔（Friedrich-Carl von Steinkeller）少校指揮
- 第37装甲侦察营（Panzeraufklärungsabteilung 37 (PzAufklAbt 37)）——厄德曼（Erdmann）少校指揮（5月28日戰死）
- 第42反坦克营（Panzerjägerabteilung 42 (PzJgAbt 42)）——約翰·米克爾（Johann Mickl）中校指揮
- 第58机动化战斗工兵营（Pionierbataillon 58 (PiBtl 58)）——比肯（Binkau）少校指揮（5月13日戰死）
- 第58补给营（Nachschubbataillon 58）——待定
- 第83通信营(Nachrichtenabteilung 83 (NachrichtenAbt 83))——穆勒（Müller）少校指揮
- 第59轻型防空营（leichte Flakabteilung 59 (le FlakAbt 59）——施拉德（Schrader）少校指揮

所属支援单位：
- 第86防空营（FlakAbt 86）
- 第23防空营第1连（1. Batterie, FlakAbt 23）
- 第1支队第11侦察组（1. Staffel, Aufklärungsgruppe (Heer) 11）

设备：

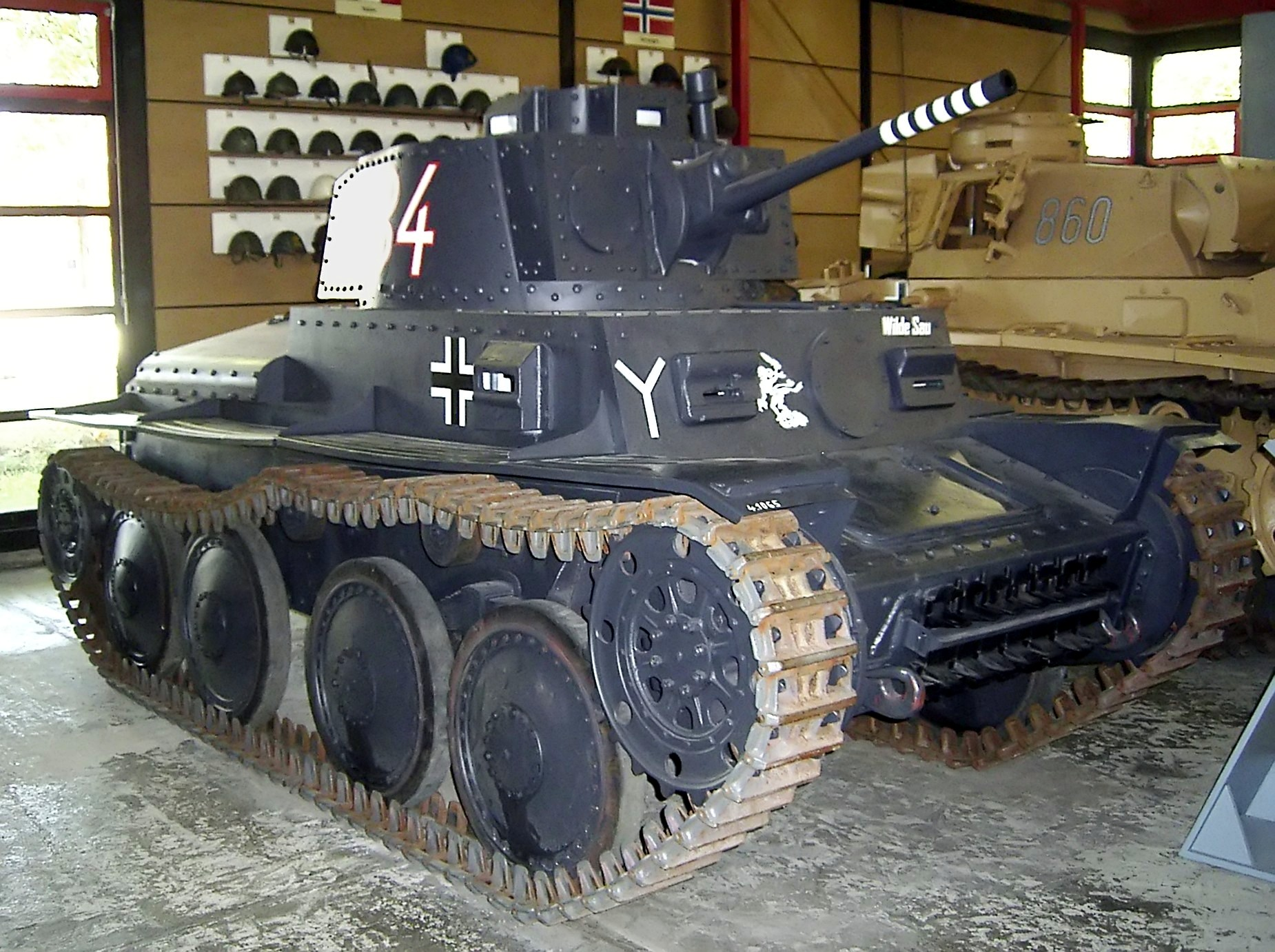
第7装甲师使用的38(t)坦克。从1940年到1941年，这些捷克制造的轻型坦克是该师装甲团的主要战车

师级火炮此时由24门牵引式105毫米LeFH（轻型野战榴弹炮）组成。师级反坦克营和步兵反坦克排都配备牵引式37毫米PAK36。步兵乘坐卡车或摩托车行驶。第25装甲团和第66装甲营在波兰投入战斗时只有I號和II號轻型坦克。在分配给第7装甲师时，这些单位将采用捷克斯洛伐克坦克LTvz.38作为主战坦克然而，这个过程在与法国的战斗开始时还没有完成，该师于1940年5月开始行动，拥有225辆坦克（34輛I號坦克、68輛II號坦克、91輛Pz38(t)、24輛IV號坦克和8輛指揮車）

### 1941年7月
从1940年到1941年，这些捷克制造的轻型坦克是该师装甲团的主要战车。
- 第25装甲团（第1、第2和第3营）
- 第7步兵旅
- 6摩托化步枪团（第1、第2营）
- 第7摩托化步兵团（第1、第2营）
- 7摩托车营
- 37侦察营
- 第78摩托化炮兵团（第1、第2和第3营）
- 58摩托化战斗工兵营
- 第42反坦克营
- 58野战补给营

第25装甲团吸收了原第2轻型师的第66装甲营，到1941年，这支部队成为第25装甲团的第3营。巴巴罗萨行动前夕，坦克兵力该师的坦克数量增加到53辆II號坦克、167辆Pz38(t)、30辆IV號坦克和15辆B1重型坦克，总共有265辆坦克。炮兵团增加了第3重炮营，有两个连150mmsFH，和一连串100mm火炮。
每个装甲营由四个连而不是三个连组成，反坦克营增加了第三个连。还增加了一个由三个连组成的野战替换营。在巴巴罗萨开始时，该师共有400名军官带领14,000名士兵。

### 1943年6月
1942年5月，该师撤出苏联，在法国重建改组，现装甲团由2个营组成，装备德国坦克，步兵团现更名为装甲掷弹兵团，第2——装甲掷弹兵团6装备装甲半履带车营。摩托营并入侦察营，下辖一个装甲车连、一个半履带车连、两个摩托车连和一个重型连。
1942年12月返回俄罗斯时，装甲团现在装备了21辆II號坦克、91辆III號坦克（50毫米）、14辆III號坦克（75毫米）、2辆IV號坦克（75毫米）、18辆IV號坦克（75毫米）、9辆Befehl（指挥），共155辆坦克。
- 第25装甲团
- 第6装甲掷弹兵团
- 第7装甲掷弹兵团
- 7侦察营
- 第78摩托化炮兵团
- 第58装甲战斗工兵营
- 42反坦克

## 延伸閱讀
- Alexander, Martin. . Afflerbach, Holger; Strachan, Hew  (编). . Oxford & New York: Oxford University Press. 2012. ISBN 978-0-19-969362-7.
- Beckett, Ian F. . Barnsley: Pen and Sword. 2013. ISBN 978-1-78159-359-2.
- Butler, Daniel Allen. . Havertown, PA; Oxford: Casemate. 2015. ISBN 978-1-61200-297-2.
- Deist, Wilhelm; Maier, Klaus A.;  et al. . Oxford University Press. 1990. ISBN 0-19-822884-8.
- Fraser, David. . New York: HarperCollins. 1993. ISBN 978-0-06-018222-9.
- Glantz, David M. . Routledge. 1991. ISBN 978-0-7146-4064-8.
- Glantz, David M. . London, UK & Portland, Oregon: F. Cass. 1993. ISBN 978-0-7146-3375-6.
- Hoffmann, Karl. . Commanders in Focus. London: Brassey's. 2004. ISBN 1-85753-374-7.
- Hogg, Ian V. . New York: Arms & Armour Press. 1975.
- Jentz, Thomas L.  I. Schiffer Publishing. 1996. ISBN 978-0-88740-915-8.
- Nafziger, George F. . London: Greenhill Books. 1999. ISBN 978-1-85367-359-7.
- Nevenkin, Kamen. . Winnipeg, Manitoba: J.J. Fedorowicz. 2008. ISBN 978-0-921991-92-2.
- Mitcham, Samuel. . Westport, Conn.: Greenwood Press. 2001. ISBN 978-0-313-31640-1.
- Scheck, Raffael. . Cambridge [England]; New York, NY: Cambridge University Press. 2006. ISBN 978-0-521-85799-4.
- Stolfi, Russell. . Quantico, VA: Marine Corps University: Command and Staff College Foundation. 1991. OCLC 28260426.
- Stone, David. . Minneapolis, MN: Zenith Press. 2009. ISBN 978-0-7603-3750-9.

## 外部連結
- http://www.achtungpanzer.com/gen1.htm （页面存档备份，存于）
- https://web.archive.org/web/20021011062020/http://members.aol.com/kmitch87/rommel.htm